# NGC 1917
NGC 1917 (również ESO 56-SC100) – gromada kulista, znajdująca się w gwiazdozbiorze Złotej Ryby, w Wielkim Obłoku Magellana. Odkrył ją James Dunlop 25 września 1826 roku.